# Robert F. Overmyer
Robert Franklin Overmyer dit Bob Overmyer est un astronaute américain né le 14 juillet 1936 et mort le 22 mars 1996.

## Biographie
Il fut pilote dans l'USAF, sélectionné dans le cadre du programme Manned Orbital Laboratory, projet de station spatiale habitée utilisable à des fins militaires.

## Vols réalisés
- 11 novembre 1982 : Columbia (STS-5)
- 29 avril 1985 : Challenger (STS-51-B)